# 赫氏莖方頭魚
赫氏莖方頭魚，為輻鰭魚綱刺尾鯛目弱棘魚科莖方頭魚屬的其中一種，分布於東太平洋區，從美國加州南部至秘魯海域，棲息深度18-41公尺，體長可達36公分，為底棲性魚類，屬肉食性，生活習性不明。

## 擴展閱讀
維基物種上的相關：赫氏莖方頭魚